# Teirnon
Nella mitologia gallese Teyrnon (medio gallese: Teirnon) è padre adottivo di Pryderi.

## Teyrnon e Pryderi
Nel primo Ramo del Mabinogion Teyrnon ha una cavalla che partorisce ogni anno, ma il puledro scompare appena nato. La vigilia di Primo Maggio Teyrnon osserva le sue stalle. La notte la cavalla partorisce. Una misteriosa bestia artigliata si avvicina per prendere il puledro. Teyrnon la ferma e le taglia una zampa facendola fuggire per sempre. All'esterno delle stalle Teyrnon trova un bambino. Lo porta a corte, lo adotta assieme alla moglie e lo chiama Gwri Wallt Euryn (Gwri dai Capelli d'Oro). Il bambino cresce precocemente e dopo sette anni è già adulto. Come cavalcatura riceve il puledro nato la notte del suo ritrovamento. Teyrnon capisce di chi è figlio e lo riporta a Pwyll e Rhiannon che lo chiamano Pryderi ("Preoccupazione").

## Etimologia
Il nome Teyrnon deriva dal brittonico "Tigernonos", "Grande Signore".